# 相川俊孝
相川 俊孝（あいかわ としたか、1889年（明治22年）12月24日 - 1940年（昭和15年）11月18日）は、大正から昭和前期の日本の詩人。

## 経歴・人物
金沢大学の前身となった旧制第四高等学校を中退。室生犀星の影響を受け詩作をはじめ、1916年（大正5年）室生犀星・萩原朔太郎創刊の『感情』に同人として参加する。1920年（大正9年）には『感情同人詩集』に「懲罰」などの詩を発表。1922年（大正11年）『詩聖』に「凝視」などを発表し、1924年（大正13年）には佐藤春夫の序文を得て『万物昇天』を刊行、ほか詩誌『壺』も主宰した。